# Magyarországi cukorgyárak listája
A lista a történelmi és mai Magyarország területén működött illetve működő cukorgyárakat tartalmazza az alapítás évének sorrendjében. (2008-tól Magyarország egyetlen működő cukorgyára Kaposváron található.)
| Település/ Cukorgyár             | Tulajdonos (alapító)                                     | Alapítás éve | Működés utolsó éve                                  |
| -------------------------------- | -------------------------------------------------------- | ------------ | --------------------------------------------------- |
| Nagyfödémes                      | Lacsny Miklós                                            | 1830         | 1842                                                |
| Bátorkeszi                       | Lacsny Miklós                                            | 1830         | 1839                                                |
| Csákigorbó                       | báró Jósika János özvegye, Csáky Rozália grófnő          | 1831         | 1847                                                |
| Záhony                           | Ritter Kristóf János és Ritter Hektor Vilmos             | 1831         | 1848                                                |
| Pozsony mellett                  | Apponyi József                                           | 1832         | 1832                                                |
| Szolcsány                        | Odescalchi Ágost                                         | 1832         | 1848                                                |
| Gímes                            | Forgách Károly                                           | 1832         | 1848                                                |
| Bánluzsány                       | Zay Károly                                               | 1832         | 1848                                                |
| Nagyiratos                       | Forray Júlia                                             | 1836         | 1837                                                |
| Sarkad                           | Almássy Alajos                                           | 1836         | 1840                                                |
| Galsa                            | Bohus János                                              | 1836         | 1840                                                |
| Csepin                           | ruszbachi Mayer Károly                                   | 1836         | 1840                                                |
| Hosszúpereszteg                  | Erdődy Kajetán                                           | 1836         | 1844                                                |
| Gács                             | Forgách Antal                                            | 1836         | 1848                                                |
| Kassa                            | részvénytársaság                                         | 1836         | 1855                                                |
| Nagykőrös                        | Szalay László                                            | 1837         | 1837                                                |
| Kistúr                           | Kalocsay Ágoston                                         | 1837         | 1837                                                |
| Szenttamás (Arad vm.)            | Urbán András                                             | 1837         | 1837                                                |
| Székesfehérvár mellett           | Esterházy grófné                                         | 1837         | 1837                                                |
| Székelyhíd                       | Stubenberg grófné                                        | 1837         | 1837                                                |
| Kassa mellett                    | Semsey udv.tanácsosnő                                    | 1837         | 1837                                                |
| Tápiószentmárton                 | Jankovics Fánny                                          | 1837         | 1837                                                |
| Pest                             | Gömöry J. gyógyszerészné                                 | 1837         | 1837                                                |
| Szatmár                          | képtalan                                                 | 1837         | 1837                                                |
| Kirmos(?) (Heves vm.)            | Almássy József                                           | 1837         | 1837                                                |
| Göd                              | Dercsényi Pál                                            | 1837         | 1837                                                |
| Nőtincs                          | Gyurcsányi udv. tanácsos                                 | 1837         | 1837                                                |
| Esztergom                        | Rédl K. prímás számtartó                                 | 1837         | 1837                                                |
| Pancsova                         | Peyer Jakab postamester                                  | 1837         | 1837                                                |
| Lasztomér                        | Szemere György                                           | 1837         | 1837                                                |
| Brassó                           | Lang Károly hadnagy                                      | 1837         | 1837                                                |
| Szombathely                      | Tomássovics Ferenc                                       | 1837         | 1837                                                |
| Tiszaújhely                      | Tomcsányi János                                          | 1837         | 1837                                                |
| Somorja                          | Bertalanffy fivérek                                      | 1837         | 1837                                                |
| Kétegyháza                       | Wenckheim József                                         | 1837         | 1840                                                |
| Kígyós                           | Wenckheim József                                         | 1837         | 1840                                                |
| Futak                            | Brunszwick grófné                                        | 1837         | 1840                                                |
| Bánátkomlós                      | Nákó János                                               | 1837         | 1840                                                |
| Tolna                            | Festetics Rezső                                          | 1837         | 1841                                                |
| Mártonhegy                       | főapátság                                                | 1837         | 1846                                                |
| Csécsény                         | Sibrik Antal                                             | 1837         | 1846                                                |
| Eszterháza                       | Esterházy Pál                                            | 1837         | 1848                                                |
| Szigetvár                        | Czindery László                                          | 1838         | 1848                                                |
| Pozsony                          | Kiessling testvérek                                      | 1838         | 1848                                                |
| Kolozsvár                        | részvénytársaság                                         | 1838         | 1848                                                |
| Edelény                          | Ferdinánd György szász-coburg-gothai herceg              | 1839         | 1848                                                |
| Ikervár                          | Batthyány Lajos                                          | 1839         | 1848                                                |
| Kastélyosdombó                   | Nedeczky György, Limberger Gottlieb Gyula                | 1839         | 1843                                                |
| Besztercebánya                   | részvénytársaság                                         | 1839         | 1848                                                |
| Pannonhalma                      | Szent Benedek-rend                                       | 1839         | 1846                                                |
| Nagyszombat                      | Vaymár testvérek                                         | 1840         | 1848                                                |
| Új-Chiche                        | Erdődy Erzsébet                                          | 1840         | 1846                                                |
| Holics                           | cs.kir.családi birtok                                    | 1840         | 1840                                                |
| Karva                            |                                                          | 1840         | 1840                                                |
| Kassa                            | Fiedler Károly                                           | 1840         | 1849 után                                           |
| Kétegyháza                       | Almássy Alajos                                           | 1841         | 1848                                                |
| Nagyszeben                       | részvénytársaság                                         | 1841         | 1848                                                |
| Újlak (Vas vm.)                  | Jeszenák báróné                                          | 1843         | 1845                                                |
| Újvidék                          |                                                          | 1843         | 1848                                                |
| Vilke                            | gróf Forgách Alajos özvegye, gróf Batthyány Izabella     | 1843         | 1848                                                |
| Pécs                             | Limberger Gottlieb Gyula                                 | 1844         | 1848                                                |
| Bucsány                          | Zay gróf                                                 | 1845         | 1845                                                |
| Szered                           | Özv. Seeberné                                            | 1846         | 1848                                                |
| Győr                             | Liezenmayer Győző                                        | 1846         | 1848                                                |
| Sasvár                           | Puthon Rezső                                             | 1847         | 1848                                                |
| Mosonszentmiklós                 | Sina János                                               | 1849         | 1865                                                |
| Szigetvár                        |                                                          | 1850         | 1855                                                |
| Bánluzsány                       | Forgách gróf                                             | 1850         | 1855                                                |
| Szolcsány                        | Odescalchi herceg                                        | 1850         | 1872                                                |
| Almásfüzitő                      | Zichy Miklós                                             | 1850         | 1873                                                |
| Sajtoskál                        | Rupprecht János                                          | 1850         | 1888                                                |
| Sasvár                           | cs. és kir. uradalom                                     | 1850         | n.a.                                                |
| Egyed                            | Festetich S. gróf                                        | 1851         | 1888                                                |
| Cinfalva                         | Patzenhoffer Konrád                                      | 1852         | 1988                                                |
| Tata                             | Steiner és Ribarcz                                       | 1852         | 1872                                                |
| Kishaláp                         | Bekény János, Solichon Antal                             | 1853         | 1855                                                |
| Edelény                          | Coburg herceg uradalom                                   | 1853         | 1882                                                |
| Nagycenk                         | Luft Antal és tsa                                        | 1854         | 1936                                                |
| Csepreg                          | Schöller Sándor és társai                                | 1854         | 1887                                                |
| Kőhida                           | részvénytársaság                                         | 1854         | 1879                                                |
| Magyaróvár                       | Habsburg–Tescheni Albert főherceg                        | 1854         | 1871                                                |
| Nagysurány                       | Frey, Gerson, Lippmann                                   | 1854         | 1989 után, 2010 előtt                               |
| Somogyhárságy                    | Wilhelm Herbertz                                         | 1854         | 1866                                                |
| Moson                            | főhercegi uradalom                                       | 1855         | 1872                                                |
| Pázmánd                          | Walkhoff Ármin                                           | 1855         | 1872                                                |
| Nagytany                         | Skene Ágoston                                            | 1855         | 1873                                                |
| Bős                              | Kielmeyer E. Károly                                      | 1855         | 1876                                                |
| Csáktornya                       | Luft Antal és társa                                      | 1859         | 1870                                                |
| Debrecen                         | Kádár Ferenc, Vecsey Imre                                | 1860         | 1884                                                |
| Félszerfalva                     | Hartig és Rothermann                                     | 1860         | 1944                                                |
| Kovarc                           | Anton Wels, Wehle Pál                                    | 1864         | 1873 körül                                          |
| Bük                              | Luft Antal és társa                                      | 1867         | 1916                                                |
| Diószeg                          | Kuffner Károly                                           | 1868         | 1989 után, 2010 előtt                               |
| Aszód                            | Podmaniczky báró                                         | 1869         | 1873                                                |
| Aranyosmarót                     |                                                          | 1869         | 1880                                                |
| Tavarnok                         | Stummer Károly                                           | 1869         | 1928                                                |
| Nagyszombat                      | Stummer Károly                                           | 1869         | 2004                                                |
| Magyarfalu                       | Max Löw-Beer                                             | 1870         | 1888                                                |
| Ács Ácsi cukorgyár               | Patzenhoffer Konrád                                      | 1871         | 2001                                                |
| Petőháza Petőházi cukorgyár      | Offermann Tivadar és társa                               | 1880         | 2007                                                |
| Botfalu                          | részvénytársaság                                         | 1880         | 2021-ben fizetésképtelenné vált, azóta nem termel   |
| Mezőhegyes Mezőhegyesi cukorgyár |                                                          | 1888         | 1997                                                |
| Hatvan Hatvani cukorgyár         | Deutsch Bernát                                           | 1888         | 2003                                                |
| Szerencs Szerencsi cukorgyár     | részvénytársaság                                         | 1888         | 2007                                                |
| Lőrinci Selypi cukorgyár         | Schossberger és társai                                   | 1889         | 1998                                                |
| Szolnok                          | részvénytársaság                                         | 1889         | n.a.                                                |
| Baranyavár                       | Habsburg–Tescheni Frigyes főherceg                       | 1893         | n.a.                                                |
| Oroszka                          | Schoeller és társa, Deutsch Ignác és Fiai, Benies Henrik | 1893         | 1989 után, 2010 előtt                               |
| Kaposvár Kaposvári cukorgyár     | részvénytársaság                                         | 1894         | A 2023/24-es répafeldolgozási idényben is működött. |
| Marosvásárhely                   | Nagy Lajos                                               | 1894         | 2007 előtt                                          |
| Sárvár Sárvári cukorgyár         | Hatvany-Deutsch család                                   | 1894         | 1998                                                |
| Sasvár                           |                                                          | 1896         | n.a.                                                |
| Nagybecskerek                    | részvénytársaság                                         | 1899         | 2004                                                |
| Hőlak                            | részvénytársaság                                         | 1901         | A 2023/24-es répafeldolgozási idényben is működött. |
| Szered                           | részvénytársaság                                         | 1908         | A 2023/24-es répafeldolgozási idényben is működött. |
| Ercsi Ercsi cukorgyár            |                                                          | 1910         | 1998                                                |
| Tőketerebes                      | részvénytársaság                                         | 1910         | 1989 után, 2010 előtt                               |
| Sarkad Sarkadi cukorgyár         |                                                          | 1912         | 1998                                                |
| Cservenka                        | részvénytársaság                                         | 1912         | A 2013/14-es répafeldolgozási idényben is működött. |
| Újverbász                        | részvénytársaság                                         | 1913         | A 2013/14-es répafeldolgozási idényben is működött. |
| Szolnok Szolnoki cukorgyár       | részvénytársaság                                         | 1914         | 2007                                                |
| Kaba Kabai cukorgyár             | állami vállalat                                          | 1979         | 2006                                                |